# Amirbek Çūraboev
Amirbek Çūraboev (in tagico Амирбек Ҷӯрабоев?; Dušanbe, 13 aprile 1996) è un calciatore tagiko, centrocampista dell'Istiklol e della nazionale tagika.

## Palmarès

### Club

#### Competizioni nazionali
- Campionato tagiko: 7

Istiklol: 2016, 2017, 2018, 2019, 2020, 2021, 2024
- Coppa del Tagikistan: 3

Istiklol: 2016, 2018, 2019